# Cole Durant
Cole Durant (* 8. November 1991 in Perth) ist ein australischer Beachvolleyballspieler.

## Karriere
Durant spielte ab 2013 an der Seite von Sam Boehm, vorwiegend auf nationalen und kontinentalen Turnieren. Bei FIVB Open Turnier 2014 im mexikanischen Puerto Vallarta gelang Boehm/Durant ein fünfter Platz.
2015 spielte Durant mit Casey Grice. Mit Bo Søderberg wurde er 2016 Zweiter bei der Asienmeisterschaft. 2017 erreichte er mit Zachery Schubert auf der World Tour Platz fünf beim 3-Sterne-Turnier in Kisch und Platz zwei beim 1-Stern-Turnier in Shepparton.
Damien Schumann war von Juni 2018 bis Ende 2019 Durants neuer Partner. Bestes Ergebnis auf der World Tour war ein vierter Platz beim 3-Sterne-Turnier in Qinzhou. Bei der Weltmeisterschaft 2019 in Hamburg schieden Durant/Schumann in der ersten Hauptrunde gegen die Polen Fijałek/Bryl aus. Im Februar 2020 beendete der australische Beachvolleyballspieler seine internationale Karriere.